# BMW RS 700

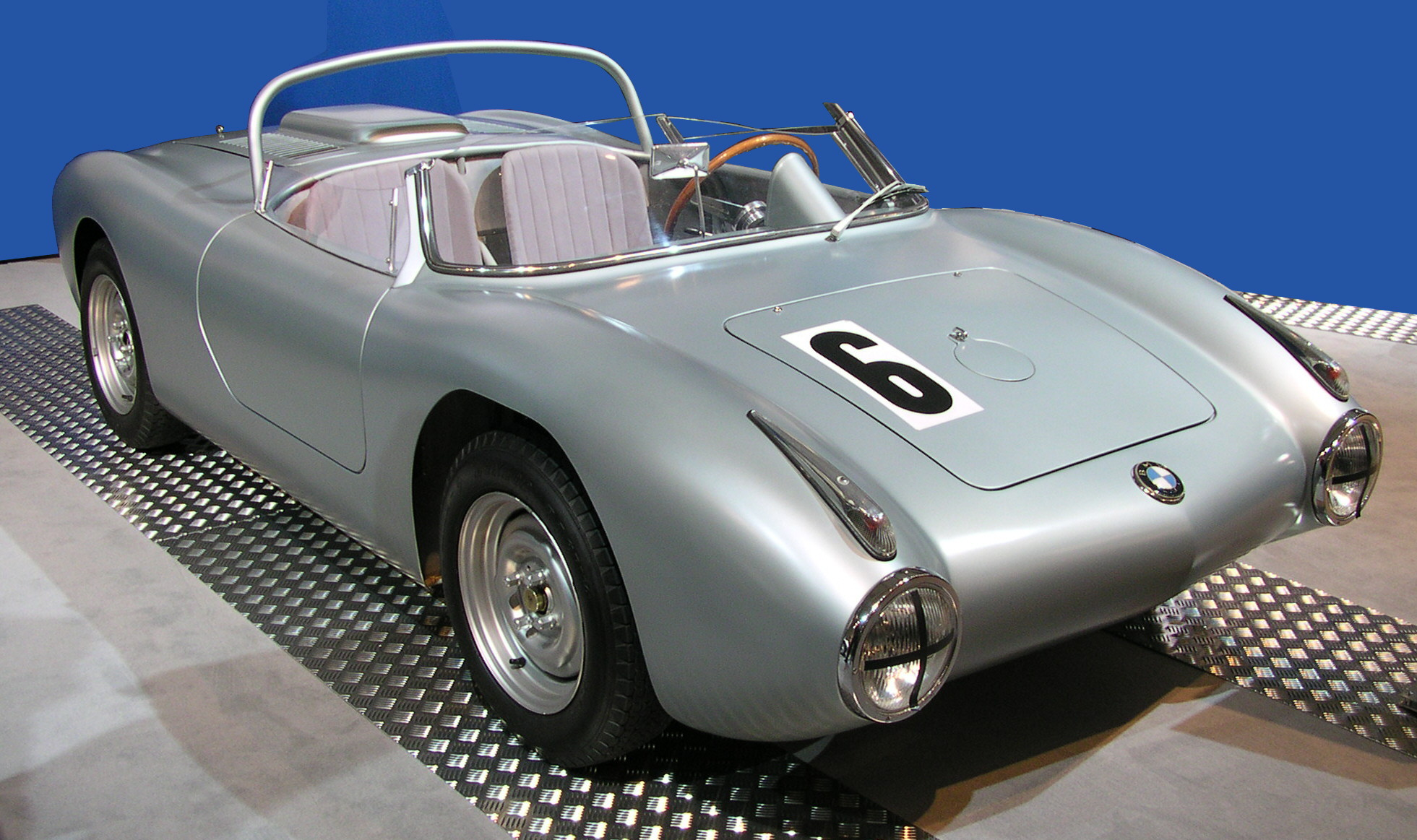
BMW 700RS

El BMW 700RS es un coche de carreras basado en el BMW 700. Tenía un chasis de estructura tubular, especial, carrocería ligera y aerodinámica, y un motor de doble árbol de levas sintonizado a 70 CV (51 kW, 69 CV). Hans Stuck hizo campaña del 700RS con éxito.
El coche de carreras a medida que se denominó la RS 700 ha sido especialmente diseñado para las carreras de montaña. Desde su debut en junio de 1961 hasta el 1963, el BMW de peso ligero de su clase dominada. En total,logró alrededor de 22 victorias internacionales en rallies, subidas de colinas y carreras de turismos. 